# 17-es busz (Budapest)
A budapesti 17-es jelzésű autóbusz Kőbánya, városközpont és Pestszentlőrinc, Szarvas csárda tér között közlekedett. A vonalat a Budapesti Közlekedési Zrt. üzemeltette.

## Története
Először az 1930-as évek elején indult Budapesten 17-es jelzéssel autóbuszjárat a Mechwart tér – Keleti Károly utca – Marczibányi tér útvonalon. A buszjárat később megszűnt, viszont 1932. július 1-jén a Liget tér és az Újhegyi út között indult újra 17-es jelzéssel autóbuszjárat (itt korábban a 23-as busz közlekedett). 1944-ben Budapest ostroma miatt megszűnt.
1946. október 9-étől ismét közlekedett korábbi útvonalán. 1947. február 10-én útvonalát az Erdész (Csévéző) utcáig hosszabbították. Még ez év decemberében elindult a 17A busz a Pataky István tér és az Erdész utca között. 1949-től a 17-es busz az Üllői útig (ma: Szarvas csárda tér) járt. Az '50-es évek második felében 17B jelzéssel új betétjárat indult a Pataky István tér és a Gyömrői úti régi vám épülete között. 1961. január 5-én 17C jelzéssel újabb betétjárat indult a Pataky István tér és az Újhegyi út között, melyet június 19-én 17Y-ra átszámoztak. A 17A és 17B betétjáratok megszűnésének ideje ismeretlen, az 1970-es BKV menetrenden már nincsenek feltüntetve.
1965-től 117-es jelzéssel gyorsjárat közlekedett a 32-esek tere és a Gyömrői úti régi vám épülete között. 1968. január 3-ától már az Erdész utcáig közlekedett, korábbi vonalán pedig 117A jelzéssel betétjáratot indítottak. A '70-es évek elején a 117A gyorsjárat megszűnt. 1976. április 1-jén újraindult a 17A busz a Pataky István tér és a Vasgyár utca között. 1977. január 1-jén a 17Y busz megszűnt, a 17A jelzését 117-esre, a 117-es gyorsjáratét pedig január 3-án 17-esre módosították. Az új 117-es a Gyömrői út – Újhegyi út útvonal helyett a Sibrik Miklós úton és az Újhegyi úti lakótelepen keresztül érte el a végpontját. A 17-es külső végállomását 1977. december 1-jén a Fedezék utcához helyezték át. 1981-től Kőbánya városközpont építési munkálatainak befejeztével a 17-es és a 117-es busz az új autóbusz-végállomásig, Kőbánya, Zalka Máté térig (ma: Kőbánya alsó vasútállomás) közlekedett.
A 2008-as paraméterkönyv első ütemének bevezetésével augusztus 19-én a 17-es busz megszűnt, 21-én a 17-es busz jelzését 217-esre módosították és elindult a 17-est kiváltó 217E a Blaha Lujza tér és a Szarvas csárda tér között, a 32-esek terét kivéve a korábbi gyorsjárat kimaradó megállóit pótolva. A 117-es busz útvonala is módosult: új útvonalon közlekedik az Újhegyi lakótelepen, a régi útvonalát az új 185-ös busz vette át.

## Útvonala
| Pestszentlőrinc, Szarvas csárda tér felé | Kőbánya, városközpont felé |
| --- | --- |
| Kőbánya, városközpont vá. – Állomás utca – Halom utca – Martinovics tér – Gergely utca – Kada utca – Gyömrői út – Ráday Gedeon utca – Üllői út – Pestszentlőrinc, Szarvas csárda tér vá. | Pestszentlőrinc, Szarvas csárda tér vá. – Haladás utca – Czuczor Gergely utca – Ráday Gedeon utca – Gyömrői út – Kada utca – Noszlopy utca – Kada utca – Gergely utca – Ihász utca – Halom utca – Állomás utca – Kőbánya, városközpont vá. |

## Megállóhelyei
| 0  | Kőbánya, városközpont (ma: Kőbánya alsó vasútállomás) végállomás             | 23 | 9, 51, 62, 95, 117, 151, 185, Újhegy 3, 28, 62 Kőbánya alsó |
| 1  | Szent László tér                                                             | 22 | 9, 62, 185 3, 28, 62                                        |
| 2  | Kápolna utca (↓) Kápolna tér (↑)                                             | 21 | 95                                                          |
| 3  | Ihász utca                                                                   | 20 |                                                             |
| 3  | Kőér utca                                                                    | 19 |                                                             |
| 4  | Szlávy utca                                                                  | 19 |                                                             |
| 5  | Kada utca (↓) Gergely utca (↑)                                               | 18 |                                                             |
| 6  | Gyömrői út (↓) Kada utca (↑)                                                 | 17 |                                                             |
| 7  | Diósgyőri utca                                                               | 16 | 17, 51, 117, 151                                            |
| 8  | Vasgyár utca                                                                 | 15 | 51, 117, 151                                                |
| 9  | Sibrik Miklós út (↓) Sibrik Miklós út (Gyömrői út) (↑)                       | 14 | 17, 51, 68, 85, 98, 117, 151                                |
| 10 | Újhegyi út                                                                   | 13 | 17, 98, 98                                                  |
| 10 | Gyömrői út, Start Auto (↓) Gyömrői út 105., Start Auto (↑)                   | 11 | 17, 98                                                      |
| 11 | Hangár utca                                                                  | 11 | 17, 98, 98                                                  |
| 12 | Gépjármű Javító Főműhely (↓) Gyula utca (↑)                                  | 10 | 17, 98, 98                                                  |
| 13 | Felsőcsatári út                                                              | 9  | 17, 19, 36, 95, 98, 98, 193E, 200, 282E, 284E               |
| 14 | Lőrinci Fonó (↓) Attila utca (↑) (ma: Pestszentlőrinc vasútállomás (átjáró)) | 8  | 17, 19, 36, 98, 98 Pestszentlőrinc                          |
| 15 | Vajk utca                                                                    | 7  | 17, 98                                                      |
| 16 | Csaba utca                                                                   | 6  | 17, 98, 98                                                  |
| 17 | Ráday Gedeon utca (↓) Gyömrői út (↑) (ma: Fedezék utca)                      | 4  | 80, 93, 98, 98, 200                                         |
| 18 | Kosztolányi Dezső utca                                                       | 3  | 80, 93                                                      |
| 18 | Nefelejcs utca (ma: Lőrinci temető)                                          | 2  | 80, 93, 182, 184, 282E, 284E                                |
| 19 | Gárdonyi Géza utca                                                           | 1  | 80, 93                                                      |
| 20 | Szarvas csárda tér                                                           | ∫  | 80, 183, 193E                                               |
| 22 | Pestszentlőrinc, Szarvas csárda tér végállomás                               | 0  | 80, 93, 182, 183, 184, 193E, 282E, 284E 50                  |